# Coyahualco
Coyahualco es una de las 17 localidades que integran el municipio de Huamuxtitlán, en el estado de Guerrero, al sur de México.

## Breves notas de su origen
El pueblo de Coyahualco, en un principio era muy pequeño y a falta de calles tenía veredas.

### Etimología
Con la construcción de la carretera a Tlapa se empezó a formar la colonia "El Calvario", llamada así por la tradicional Semana Santa, ya que la representación del sacrificio de Cristo se llevaba a cabo en ese lugar.

### Agua
Localmente, el agua era escasa y la que se tomaba era del río Tlapaneco; el agua se purificaba poniéndola en ollas de barro a las cuales se le agregaba un poco de cal para purificarla. Posteriormente se instalaron llaves de agua en las esquinas de cada calle desde donde las personas la acarreaban a sus casas.

### Iglesia
Existe un templo en ruinas que data de aproximadamente 1755.
La comunidad construyó un capilla que era de adobe y lámina galvanizada, la cual se daño con el temblor de 1980, posteriormente se tiró para construir la iglesia actual, con un modelo traído del estado de Oaxaca. Los pobladores cooperaron $1000.00 para su construcción, los trabajos estuvieron bajo la dirección del comité (C.C.Francisco Ayala Romano, Calixto Moctezuma Carranza, Vicente Montiel, Gumercindo Marín Benigno,  Filemón Torres, Pablo Ayala Barrera, Elías Rendón Reyes).
La puerta principal de la iglesia fue una donación del C. Filemón Pantoja

### Electricidad
Hasta 1965 llegó la electricidad al pueblo: primero en las calles y posteriormente en las casas junto con el agua potable en 1972.
Los postes se realizaron en la misma comunidad

### Transportes
Conforme pasa el tiempo Coyahualco ha ido mejorando; después de hacerse las calles empezó a haber transporte, y cuando empezó a haber más transporte, la gente ya podía ir a otros lugares, pues ya no tenía que cruzar el río para poder viajar.

### Violencia
Se dice que las personas eran violentas por pelearse en demasía, en ocasiones con riñas a muerte pero cuando las condiciones de vida mejoraron la violencia disminuyó.

## Economía local: la agricultura
Las actividades que realiza la gente son cultivos primarios ya que la mayoría de las familias tiene sus terrenos, lugar donde se siembra maíz y fríjol; estos son los que más se cultivan ya sea 2 o 3 veces por año. También hay temporadas de siembra de papaya, sandía, melón, arroz, etc. Por lo regular estas se siembran una vez por año.
No solo hay siembras, también hay familias que se mantienen cosechando la fruta de sus huertas de frutas. Entre las frutas que se dan son: los mangos, guayabas, plátanos, naranjas, tamarindos, cocos, limones, etc.
Las familias que se mantienen de la sus huertas frutales salen a venderlas a los pueblos más cercanos.
Estas actividades son de importancia a la localidad. Actualmente ya existe otros tipos del agricultura por ejemplo: jitomate y chile ; los cuales son cultivados en invernaderos estos mismos son cosechados y tratados con un riego k se llama hidroponia o conocido como también como riego a goteo.

## Fiestas

### Religiosas
Las fiestas que se festejan aquí son:
- San Miguel.

La primera es la de San Miguel, que se festeja el 29 de septiembre, aunque se empieza el 19, cuando se empiezan a llevar flores a la iglesia, por grupos de señoras; unas van en la mañanita, otras en la tarde y otras en las noches, así están toda la semana hasta que llega el 29. En este día hay misa, bailan las chinelas, los moros, con la banda que traen para llevar las flores del mayordomo. 
- San Andrés.

Es la fiesta grande. Se empiezan a llevar flores desde el día 20, en ese día el mayordomo da de cenar a las personas que lo acompañan. Después de llevarse sus flores, siguen con las de los mayordomos menores que son 6; todos ellos dan de cenar a la gente o les dan café con pan.
Todas las veces que se llevan flores a la iglesia son con banda. Al 20 de noviembre se le dice que es la metida de flores.
- La Avispera.

El 29 de noviembre es la avispera, otra vez se llevan flores la iglesia pero ya no dan de cenar y el 30 que es el día hay misa y vienen las hermandades de otros pueblos.
En la misa los niños del pueblo que asistieron a la doctrina hacen su primera comunión y hay bautizos.
A todas las fiestas del pueblo van los juegos y puestos donde venden diferentes cosas.

### Otras
Las festividades no religiosas se podrían decir que son los desfiles o los programas sociales que se realizan son los siguientes:
- Un programa social sería el que se les festeja a las madres; en ocasiones, las escuelas locales se organizan y hacen un solo programa.

- Las clausuras de las escuelas.

- El programa del 15 de septiembre organizado por las escuelas de aquí al igual del desfile del 16 del mismo mes, el desfile del 2 de noviembre, etc.

## Gastronomía
Entre los platillos que se disfrutan en Coyahualco se encuentran:
- Mole rojo
- Mole verde
- Tamales de mole rojo o verde.
- Tamales de rajas y tamales de fríjol.
- Los nejos.
- El pozole, el cual se sirve más comúnmente los sábados.

Una comida que se podría decir tradicional o por lo regular la mayoría de las familias acostumbran comer en las clausuras de las escuelas es el chivo.
Un relato del siglo XXI hace referencia a la costumbre cotidiana: En mi familia la que prepara el almuerzo es mi hermana, y es quien nos da de almorzar a todos; ella no almuerza hasta que terminamos. La comida los dos la preparamos y aquí se sientan a comer hasta que terminemos para poder comer todos juntos. En la cena, como no todos cenamos aquí, cada quien se prepara de cenar a la hora que quiere.

## Cinémica
Aquí toda la gente te saluda donde quiera que te encuentre. Los saludos dependen de la hora que sea como son: buenos días, buenas tardes y buenas noches.
Una palabra que distingue a Coyahualco pues la mayoría de la gente la pronuncia mucho es: ja cosa, y apegado a una burla amistosa anteriormente se decía: ja cosa coya, expresión específicamente local.

## Etimología
Antes había muchos coyotes en el área, dándole la raíz etimológica de “coya”. Coyahualco es pues “lugar de coyotes”. Sin embargo, conforme el pueblo fue creciend, los coyotes desaparecieron y ahora hay muy pocos.

## Juegos y reuniones
Los juegos que juegan los niños aquí son: las canicas, los papalotes, a las escondidas, las corretiadas; pero como hoy en día, la tecnología está muy avanzada también juegan a las maquinitas, los nintendos, etc.
Adultos y jóvenes juegan fútbol, baloncesto y voleibol. Los adultos también juegan voleibol y fútbol.
Los lugares donde se reúnen sábados y domingos son las canchas de fútbol el voleibol en las tardes se juega toda la semana. Acostumbran a jugar de 6 a 8 p. m., el básquet lo juegan en las noches de 8 a 10 p. m..

## Grupos culturales
Los grupos que se forman aquí son la mayoría en beneficio del pueblo como los comités de las escuelas.
Éstos realizan diferentes actividades como recaudar fondos en beneficio de la institución. El comité de la clínica se encarga de vigilar que no falte nada y mantenerla limpia. Otros grupos o comités son los de la comisaría quienes se encargan de mantener limpio el pueblo y vigilar que no haya violencia en las calles, etc. 
Otros grupos que se forman aquí es el de los jóvenes que asisten a la carrera guadalupana mientras otros serían los que se encargan de rayar las paredes, etc.

## Migraciones
Inmigración: según las estadísticas se encuentran 51 personas nacidas fuera de la entidad o que entra y salen de aquí.
Emigración: 1.319 personas salen a estudiar pero nacieron y viven en el pueblo.